# David Toscana
David Toscana (Monterrey, Nuevo León, 7 de noviembre de 1961) es un escritor mexicano. Ha sido ganador, entre otros reconocimientos, del Premio Xavier Villaurutia, el cual otorga la comunidad de escritores al que considera el mejor libro publicado en México ese año. El escritor ya anticipó en un artículo de letras libres, que morirá, después de reflexionar cuales libros habrá de leer y releer en el tiempo que considera le resta de vida, en el año de 2048...

## Biografía
Toscana inició su carrera como escritor de forma tardía. Antes de emprender el camino de las letras, se graduó como Ingeniero Industrial y de Sistemas en el Instituto Tecnológico y de Estudios Superiores de Monterrey (ITESM) y posteriormente cursó estudios en la Escuela de Escritores de la Sogem.
Sus influencias literarias incluyen a los clásicos españoles Cervantes y Calderón de la Barca, y los escritores hispanoamericanos Juan Carlos Onetti, Jorge Luis Borges y José Donoso, así como la tradición fantásticas latinoamericana.
En 1994 formó parte del International Writers Program, en la Universidad de Iowa, y, en 2003, del Berliner Künstlerprogramm.
Desde 2012, aproximadamente, colabora en el semanario Laberinto, del diario Milenio, con su columna Toscanadas. Reside en Europa.

## Análisis
La obra de Toscana aborda temas como el fracaso, la muerte y el duelo, como lo ilustra su novela El último lector, el cual recibió los premios Antonin Artaud, el Bellas Artes de Narrativa Colima para Obra Publicada y el José Fuentes Mares.
El periódico francés Le Figaro lo considera uno de los autores mexicanos que pone en alto la escena literaria de su país.
En 2002, su novela Santa María del Circo fue reconocida en Estados Unidos como una de las mejores del año. En 2008 ganó el José María Arguedas por El ejército iluminado.
En 2016 publicó la novela Evangelia, en la que plantea una versión alternativa y crítica de los evangelios católicos, protagonizada por Emanuel, primogénita de María y José, y quien sustituye a Jesús, al varón anunciado por las profecías. A la par de la historia de la "Hija del Hombre", Toscana transgrede otros mitos bíblicos con un tono "sano y gentilmente irrespetuoso".
En 2017 obtuvo el Premio Xavier Villaurrutia de escritores para escritores por su novela Olegaroy. Por esta misma obra recibió el Premio Elena Poniatowska 2018.
Su obra se ha publicado en quince idiomas, entre los que se incluyen el árabe, francés, griego moderno, italiano, y serbio.

## Obra

### Novelas
- Las bicicletas (Consejo Nacional para la Cultura y las Artes, México, 1992)
- Estación Tula (Joaquín Mortiz, México, 1995)
- Santa María del Circo (Plaza & Janes, México, 1998)
- Duelo por Miguel Pruneda (Plaza & Janes, México, 2002)
- El último lector (Mondadori, Barcelona, 2005)
- El ejército iluminado (Tusquets, 2006)
- Los puentes de Königsberg (Alfaguara, México, 2009)
- La ciudad que el diablo se llevó (Alfaguara, México, 2012; Candaya, 2020)
- Evangelia (Alfaguara, 2016)
- Olegaroy (Alfaguara, 2017)
- El peso de vivir en la tierra (Alfaguara, México 2022; Candaya, España, 2022)

### Cuentos
- Lontananza (Joaquín Mortiz, México, 1997)
- Brindis por un fracaso (Editorial Aldus/CONACULTA, México, 2006)

| Predecesor        | Premios de David Toscana          | Sucesor                       |
| ----------------- | --------------------------------- | ----------------------------- |
| Abelardo Castillo | Premio José María Arguedas (2008) | Roberto Eliécer Burgos Cantor |